# 新北市立新莊國民中學
新北市立新莊國民中學（英語：New Taipei Municipal Xinzhuang Junior High school），為一所在新北市新莊區的國民中學。座落於捷運新莊站旁，靠近新莊老街。

## 簡介
新莊國中校地前身為臺灣日治時期日本人之小學校。
1945年二次世界大戰結束，日本戰敗，原教職員、學童歸返日本本土。
1946年，當時第一任新莊鎮長謝文程，欲推廣中等教育，遂報請臺北縣政府，改為「縣立新莊初級中學」。
1949年-1952年，獲得新莊各界捐款捐地，校地擴大至3公頃。
1953年8月改為實驗四年制中學，同時更名為「臺北縣立新莊中學」。同年7月，當時新莊地區六鄉鎮捐建該校大禮堂完工。後獲得新莊地區士紳周榮富捐款裝修，故以其父周金水之名命名，以示紀念。同年10月升格為完全中學並取消實驗制，改稱「臺北縣立新莊高級中學」，11月10日舉行禮堂落成及改制慶祝典禮。
1977年3月大禮堂完工，稱作「金水堂」。
1968年7月1日，配合政府九年國民義務教育政策，改制為「臺北縣立新莊國民中學」，成為單純的國民中學。原有高中部改隸「省立新莊高級中學」（現泰山高中）。
1974年5月增設夜間補習學校迄今。
1995－1999年，新莊國中學生數過多，校舍整建，而與新泰國小商借教室，設立「新莊國中分部」。
2006年，新莊國中4872人是全臺灣人數第一多的國民中學。
2009年，班級數普通班124班（4453人）、特教班2班（14人）、夜補校2班（55人），為全台學生人數第三多的國民中學。
2010年12月25日，因政府五都升格案通過，臺北縣升格為新北市，「臺北縣立新莊國民中學」因此改制為「新北市立新莊國民中學」。

## 歷任校長
| 任別 | 姓名   | 任職時間               |
| ---- | ------ | ---------------------- |
| 1    | 鄭聯銘 | 民國35年5月－37年4月   |
| 2    | 陳炯澤 | 民國37年7月－39年5月   |
| 3    | 褚承志 | 民國39年5月－46年8月   |
| 4    | 葉達光 | 民國46年8月－51年9月   |
| 5    | 梅志潔 | 民國51年9月－59年9月   |
| 6    | 張義明 | 民國59年9月－64年7月   |
| 7    | 梁 昔  | 民國64年8月－69年7月   |
| 8    | 李平蔭 | 民國69年8月－76年7月   |
| 9    | 劉建昌 | 民國76年8月－81年1月   |
| 10   | 陳芳雄 | 民國81年8月－86年7月   |
| 11   | 劉永順 | 民國86年8月－89年7月   |
| 12   | 胡瑞添 | 民國89年8月－97年7月   |
| 13   | 謝金城 | 民國97年8月－104年7月  |
| 14   | 呂秋萍 | 民國104年8月－112年7月 |
| 15   | 陳秀敏 | 民國112年8月－113年1月 |
| 代理 | 張美蓮 | 民國113年2月－113年7月 |
| 16   | 何文慶 | 民國113年2月－至今     |

## 外部鏈結
- 官方网站